# Xã Leacock, Quận Lancaster, Pennsylvania
Xã Leacock (tiếng Anh: Leacock Township) là một xã thuộc quận Lancaster, tiểu bang Pennsylvania, Hoa Kỳ. Năm 2010, dân số của xã này là 5.220 người.